# Norvég-tenger
A Norvég-tenger (norvégul: Norskehavet) az Északi-Atlanti-óceán egy része Norvégiától északnyugatra, az Északi-tenger és a Grönlandi-tenger között.

## Földrajz
Nyugaton a Grönlandi-tengerhez, keleten a Barents-tengerhez kapcsolódik. Délnyugaton az Izland és Feröer között húzódó tenger alatti hátság választja el az Atlanti-óceántól; északon a Jan Mayen-hátság határolja el a Jeges-tengertől.
Határait a Nemzetközi Hidrográfiai Szervezet a következőképpen jelöli ki:
- a Spitsbergen sziget legdélebbi pontja és a Medve-sziget közötti vonal
- a Medve-sziget és az Északi-fok közötti vonal
- a norvég tengerpart
- az é. sz. 61° vonala a norvég tengerparttól a nyugati hosszúság 0°53’-ig, onnan a feröeri Fugloy északkeleti csúcsáig
- a Fugloy és az izlandi Gerpir(-fok) közötti vonal
- a Gerpir és Jan Mayen-sziget közötti vonal
- a Jan Mayen-sziget és a Spitsbergen sziget közötti vonal

Területe mintegy 1,38 millió km²; legmélyebb pontja 3970 m.